# Парамо Кордильєри-де-Мерида
Парамо Кордильєри-де-Мерида (ідентифікатор WWF: NT1005) — неотропічний екорегіон гірських луків та чагарників, розташований на заході Венесуели.

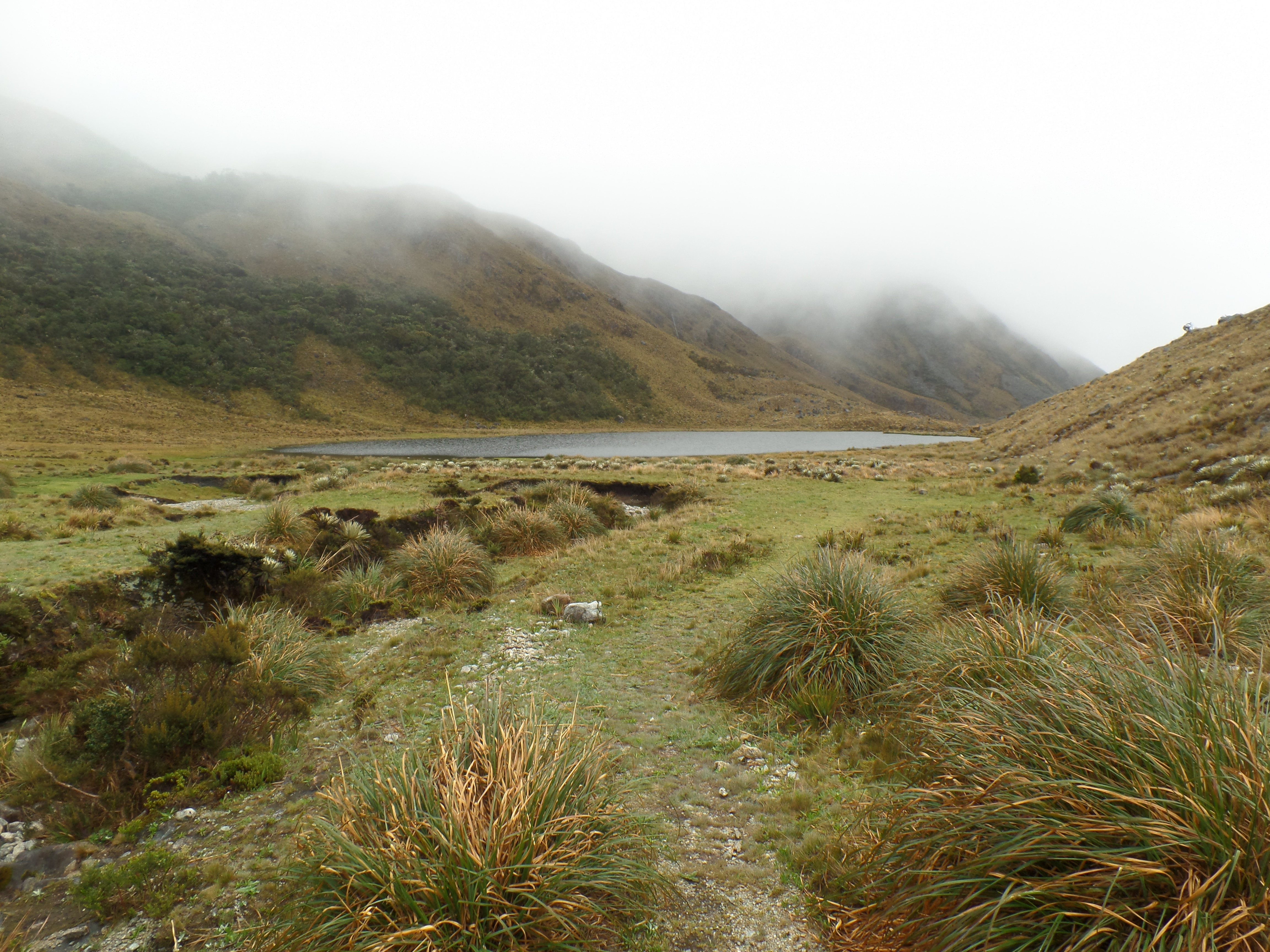
Парамо у штаті Тачира

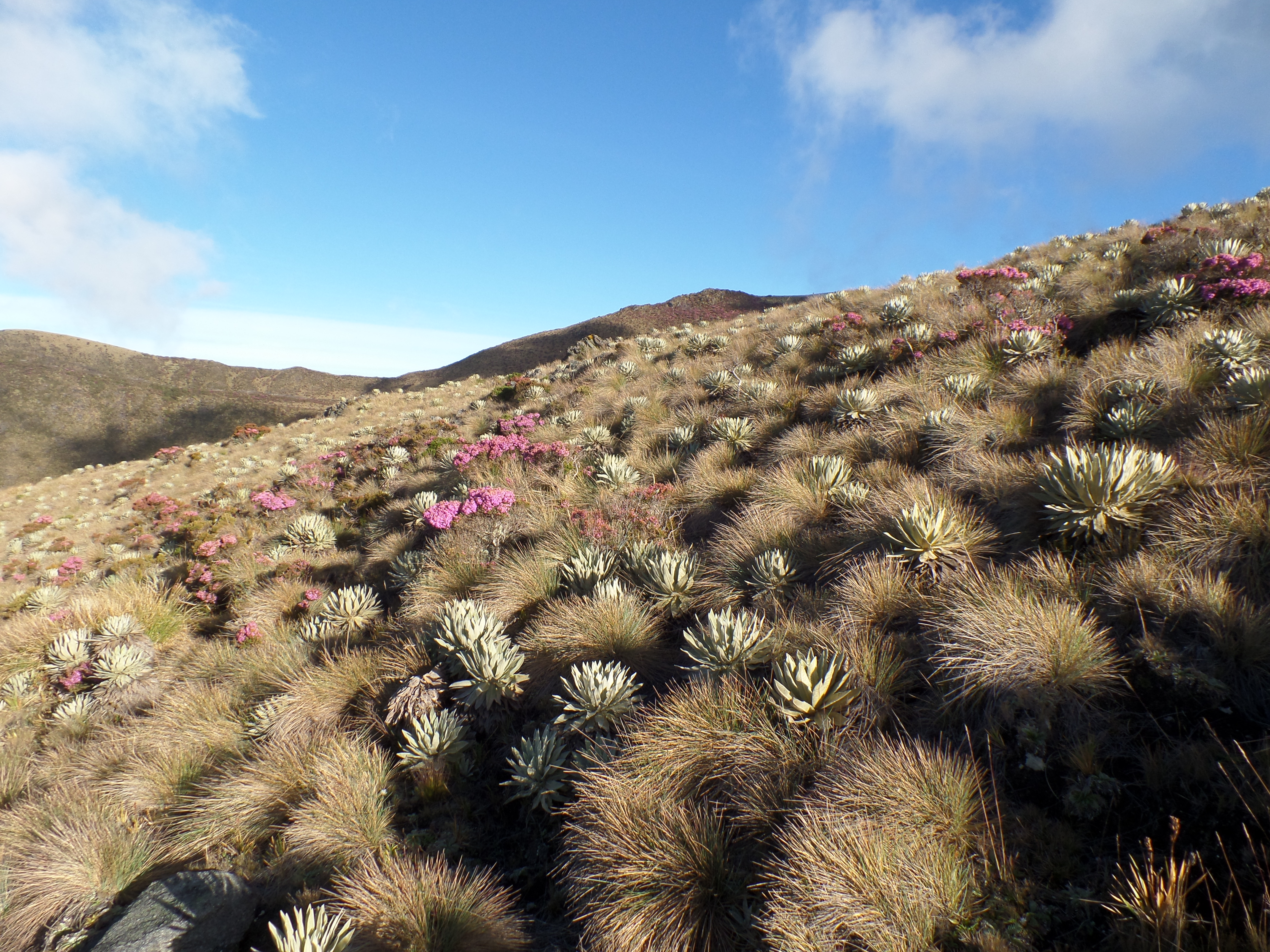
Парамо у Національному парку імені генерала Хуана Пабло Пеньялоси

## Географія
Екорегіон парамо Кордильєри-де-Мерида охоплює високогір'я Кордильєри-де-Мерида — північно-східного продовження південноамериканських Анд. Ці гори простягаються приблизно на 450 км з південного заходу на північний схід через західну частину Венесуели. Висота гір перевищує 4000 м над рівнем моря, а їх найвищою вершиною є Піко-Болівар заввишки 4978 м, найвища гора Венесуели. 
Екорегіон включає ділянки парамо (високогірних луків і пустищ), розташовані між верхньою межею лісу, яка знаходиться приблизно на висоті 3000 м над рівнем моря, та сніговою лінією, яка знаходиться на висоті 5000 м над рівнем моря. На нижчих висотах парамо Кордильєри-де-Мерида переходить у гірські ліси Венесуельських Анд.
На південному заході Кордильєри-де-Мерида екорегіон охоплює високогір'я Батальйо, які підіймаються на висоту 3913 м над рівнем моря, та високогір'я Нариньйо, які підіймаються на висоту 3517 м над рівнем моря. Найвищою вершиною в центральній частині регіону є Піко-П'єдрас-Бланкас заввишки 4729 м, оточена великими ділянками парамо, льодовиками та льодовиковими озерами. Від гори П'єдрас-Бланкас парамо простягається до плато Мукучієс заввишки 4077 м і далі продовжує поступово спускатися на північний схід.

## Клімат
В межах екорегіону переважає тундровий клімат (ET за класифікацією кліматів Кеппена). Середньорічна температура на висоті 4000 м над рівнем моря становить близько 2,8 °C, а добова амплітуда коливання температури тут становить 6 °C. На нижчих висотах температура вдень досягає 21 °C, але вночі може опускатися нижче 0 °C. 
У той час як північноандійське парамо зазвичай вологе протягом року завдяки хмарам, туманам і дощам, які формуються, коли повітряні маси підіймаються вверх по схилах, парамо Кордильєри-де-Мерида схоже на коста-риканське парамо та на парамо Санта-Марти, де завдяки пасатам існує чітко виражений сухий сезон. Панівними вітрами в регіоні є південно-східні вітри, що дмуть з Амазонії. Середньорічна кількість опадів у високогір'ях Кордильєри-де-Мерида коливається від 500 мм до 1000 мм. З грудня по березень триває сухий сезон, протягом якого випадає менше 89 мм. На великих висотах регіону поширені снігопади, особливо під час вологого сезону з березня по листопад.

## Флора
В межах екорегіону зустрічаються різні рослинні угруповання, зокрема водно-болотні угіддя та різні типи перехідних субальпійських лісів, однак домінуючим типом рослинності в регіоні є альпійські луки, відомі як парамо. У парамо переважають трав'янисті рослини, що ростуть купинами, та вражаючі розеткові еспелетії (Espeletia spp.). Також у високогірних пустищах Кордильєри-де-Мерида зустрічаються карликові подушкоподібні рослини, сидячі розеткові рослини та скупчення лишайників, які перемежовуються ділянками відкритого ґрунту. На низьких висотах екорегіону знаходяться перехідна зона між напіввідкритими луками субпарамо та високогірними хмарними лісами. У цій зоні переважають чагарникові та карликові ліси, в яких домінують паросткові колорадіто (Polylepis sericea). Загалом флора екорегіону характеризується високим різноманіттям та рівнем ендемізму, який притаманний як лукам парамо, та і високогірним чагарникам. Серед ендеміків екорегіону слід відзначити колосисту еспелетію (Coespeletia spicata) та еспелетію Шульца (Espeletia schultzii).
Гороутворення Анд почалося у міоцені, але на півночі континенту вони досягнули сучасної висоти лише у пліоцені, під час періоду сильної вулканічної активності між чотирма та п'ятьма мільйонами років тому. У цей час вершини гір піднялися вище верхньої межі лісу, і на них почала формуватися протопарамна рослинність, яка включала представників родин Злакові (Poaceae), Осокові (Cyperaceae), Айстрові (Asteraceae), Вересові (Ericaceae) тощо. Наприкінці плейстоцену відбувалися чергування льодовикових та міжльодовикових періодів, причому короткі холодні та сухі періоди чергувалися з теплішими та вологішими періодами. Під час похолодань пояси парамо зміщувалися на нижчі висоти та поєднувалися між собою, а при потеплінні вони переміщувалися на більші висоти та розділялися на непов'язані між собою анклави. В результаті флора парамо являє собою суміш видів тропічного та бореального походження, причому окремі ділянки парамо характеризуються високим рівнем ендемізму, і включають багато видів, поширених лише на одній гірській вершині або на вершинах окремого гірського хребта.

## Фауна
Серед птахів, поширених у високогір'ях екорегіону, слід відзначити південну зенаїду (Zenaida auriculata), довгодзьобого дрімлюгу (Systellura longirostris), гірського баранця (Gallinago jamesoni), синьочеревого колібрі (Colibri coruscans), пурпурового колібрі-короткодзьоба (Ramphomicron microrhynchum), зеленогорлого колібрі-барвограя (Metallura tyrianthina), зеленого колібрі-коронета (Boissonneaua flavescens), фіолетовогорлого еріона (Eriocnemis vestita), американського боривітра (Falco sparverius), агую (Geranoaetus melanoleucus), андійського сичика-горобця (Glaucidium jardinii), чорного тапакуло (Scytalopus latrans), скельного канастеро (Asthenes wyatti), білобрового трясохвоста (Cinclodes albidiventris), іржастого пію (Synallaxis unirufa), андійського пію (Synallaxis azarae), андійську сікору (Leptasthenura andicola), білогорлого тиранчика-довгохвоста (Mecocerculus leucophrys), смугастогорлого кіптявника (Myiotheretes striaticollis), іржастого пітайо (Ochthoeca fumicolor), бурочереву ластовицю (Orochelidon murina), річкового овада (Cistothorus platensis), великого дрозда (Turdus fuscater), андійського щеврика (Anthus bogotensis), андійського чижа (Spinus spinescens), рудошийого бруанта (Zonotrichia capensis), маскового квіткокола (Diglossa cyanea), блискотливого квіткокола (Diglossa lafresnayii), тонкодзьобого насіннєїда (Catamenia homochroa), великого насіннєїда (Catamenia inornata) та сірого вівсянчика (Geospizopsis unicolor). 
Ендеміками регіону є венесуельські колібрі (Oxypogon lindenii), венесуельські корпуани (Asthenes coryi) та венесуельські овади (Cistothorus meridae), які зустрічаються виключно у високогір'ях Кордильєри-де-Мерида. Серед майже ендемічних птахів, які також поширені у гірських лісах на нижчих висотах, слід відзначити золотистого колібрі-інку (Coeligena eos), меридського колібрі-німфу (Heliangelus spencei), золотогорлого колібрі-німфу (Heliangelus mavors), золотогрудого еріона (Eriocnemis cupreoventris), вогнистоголового амазона-карлика (Hapalopsittaca amazonina), меридійського тапакуло (Scytalopus meridanus) та меридайського квіткокола (Diglossa gloriosa).
У високогір'ях екорегіону зустрічається кілька видів ссавців, зокрема андійські білохвості олені (Odocoileus virginianus goudotii), ошийникові пекарі (Dicotyles tajacu), очкові ведмеді (Tremarctos ornatus), пуми (Puma concolor), малі лісові рисові хом'яки (Microryzomys minutus) та андійські біловухі опосуми (Didelphis pernigra), а також майже ендемічні меридські мазами (Mazama bricenii), оливкові гірські миші (Aepeomys lugens), гірські миші Рейга (Aepeomys reigi), боготські трав'яні миші (Neomicroxus bogotensis) та меридські дрібновухі мідиці (Cryptotis meridensis).
Герпетофауна екорегіону включає низку ендемічних видів амфібій, зокрема мукубаджійську коротконогу жабу (Atelopus mucubajiensis) та тамаську коротконогу жабу (Atelopus tamaense), а також кілька видів плазунів, зокрема короткоголову анадію (Anadia brevifrontalis). Також ендеміками регіону є низка видів комах, зокрема метелик Redonda chiquinquirana, самиці якого мають обмежену здатність до польоту, жук Carbonellia ater, поширений на висоті від 2900 до 4300 м над рівнем моря, а також кілька видів жуків-турунів з родів Dyscolus та Bembidion.

## Збереження
Оцінка 2017 року показала, що 378 км², або 14 % екорегіону, є заповідними територіями. Природоохоронні території включають: Національний парк Гуарамакаль, Національний парк Сьєрра-Невада, Національний парк Сьєрра-Ла-Кулата та Національний парк імені генерала Хуана Пабло Пеньялоси.